# 窪田藩
窪田藩（日语：／ Kubota-han */?），又稱菊多藩（日语：／ Kikuta-han */?），是位於日本陸奧國窪田（現福島縣磐城市勿來町窪田）的藩，成立於元和8年（1622年），藩廳是窪田陣屋，歷任藩主均是外樣大名和陣屋持，大名家是土方家，高峰期石高達二萬石，貞享元年7月22日（1684年9月1日）改易時為一萬八千石，江戶藩邸上屋敷位於西日比谷町（現東京都千代田區霞關一丁目和日比谷公園）

## 歷史
窪田在戰國時代時是佐竹氏和岩城氏勢均力敵的地區，進入江戶時代後最初是磐城平藩的領地，在內藤政長於元和8年9月28日（1622年11月1日）入主磐城平藩後，其女婿土方雄重從下總田子五千石加增至窪田一萬石，加上原本領有的能登國羽咋郡、鳳至郡、珠洲郡和能登郡的約一萬石，以二萬石創立窪田藩，《國史大辭典》指出磐城平藩原本有十萬石，雄重的窪田一萬石是由政長分封而來（分知），《角川日本地名大辭典》和《日本歷史地名大系》則視為加增。寬永6年2月15日（1629年3月9日），土方雄次繼任為第二任藩主，寬永12年8月25日（1635年10月6日）首次到窪田趁任，同年位於姻親泉藩主內藤政晴領內的錦御寶殿（現磐城市錦町御寶殿）的熊野神宮的若宮和長床，他也有份協助修理。延寶5年（1677年），他又修建土方家位於磐城市勿來町大高的菩提寺大高寺。延寶7年11月27日（1679年12月29日），雄次的次子土方雄隆代替體弱多病的嫡子雄信繼任為第三任藩主，並且將二千石賜予其弟雄賀。
天和3年5月13日（1683年6月7日），雄隆在首次前往窪田時，為了以防不測，決定收其異母兄弟，筆頭家老林家的養子貞辰為養子，在向江戶幕府提出申請後獲得接納，不過在窪田由於川合和阿倍一派支持雄信之子內匠成為繼承人，雄隆也因此變卦，打算改以內匠為其養子，這也造成家中分為兩派。其後，貞辰向大目付高木守藏和秋山正房提出申訴，並且藏身於寬永寺內自行謹慎，而林家的林亮之進則在窪田射殺了雄隆的側室。貞享元年7月22日（1684年9月1日），這場御家騷動最終以窪田藩改易告終，肇事者先後交由各大名看管，貞辰是松平康尚，林亮之進是三春藩主秋田輝季，內匠是米津政武，家臣川合和阿倍是溝口重雄，雄信是松平忠俱，其中《角川日本地名大辭典》記載貞辰是由藤堂高通看管，內匠則是流放至八丈島。與此同時，雄隆由越後村上藩主榊原政邦負責看管，並且被處以永謹慎，他最終在當地死去，並且下葬於當地曹洞宗寺院常福寺，土方家則以雄隆分封予雄賀的二千石，包括大高村、酒井村（現磐城市勿來町大高和酒井）、太田村、四町村（現石川縣羽咋市太田町和四町）、小栗村、槙山村（現石川縣七尾市小栗町）、柑子山村、清水平村和外林村（現七尾市柑子町、清水平町和外林町），作為旗本的土方家一直存續至明治。另一方面，窪田藩改易後成為幕府領，窪田陣屋的遺址也改設為代官所，在延享4年（1747年）併入至鄰近的幕府領小名濱。寬保2年（1742年），窪田的部分幕府領改作棚倉藩領後，棚倉藩在代官所遺址改設陣屋直至明治維新為止。

## 歷任藩主
| 大名家 | 家格            | 藩主名稱 | 石高              |
| ------ | --------------- | -------- | ----------------- |
| 土方家 | 外樣大名 陣屋持 | 土方雄重 | 二萬石            |
| 土方家 | 外樣大名 陣屋持 | 土方雄次 | 二萬石            |
| 土方家 | 外樣大名 陣屋持 | 土方雄隆 | 二萬石→一萬八千石 |

## 領地
窪田藩的領地如下，由於相給的關係，也有可能同時是皇室領、幕府領、其他藩領、旗本領或寺社領。
| 令制國 | 郡     | 町村 數目 | 領地 | 改易後歸屬 |
| ------ | ------ | --------- | --- | ---------- |
| 陸奧國 | 菊多郡 | 18村      | 大平村、大津村、小川村、貝泊村、窪田村、黑田村、九面村、酒井村、四澤村、白米村、瀨戶村、旅人村、中田村、長子村、荷路夫村、沼部村、三澤村、山玉村 | 江戶幕府   |
| 能登國 | 羽咋郡 | 13村      | 安津見村、安部屋村、上棚村、敷波村、敷浪村、白瀨村、千路村、二所宮村、原村、福水村、豐後名村、松木村、神子原村                                   | 江戶幕府   |
| 能登國 | 能登郡 | 18村      | 庵村、石崎村、江泊村、大泊村、大野木村、川田村、佐佐波村、瀨嵐村、外村、祖濱村、田岸村、花園村、深浦村、別所村、谷內村、山崎村、八幡村、橫見村   | 江戶幕府   |
| 能登國 | 鳳至郡 | 11村      | 井面村、院內村、大野村、梶村、川島村、河內村、黑川村、黑島村、七海村、時國村、伏戶村                                                             | 江戶幕府   |
| 能登國 | 珠洲郡 | 1村       | 真脇村 | 江戶幕府   |

## 外部連結
- . kotobank （日语）.